# Ivan Goll
Ivan Goll (Ismert Yvan G. és Iwan G. néven is) (Saint Dié, Franciaország, 1891. március 29. – Párizs, 1950. február 27.) elzászi származású német-francia költő, az expresszionista és a szürrealista stílus követője, németül és franciául is írt verseket, kevesebbet németül, annál többet franciául.

## Élete és munkássága
Irodalomtörténeti érdekessége az, hogy az expresszionizmusból a szürrealizmusba jutott, s Németországban voltaképpen ő indította el a szürrealista irányt, amelynek alapelvét 1924-ből származó manifesztumában (Manifest des Surrealismus) így fogalmazta meg:
„A realitás minden nagy művészet alapja… Minden művészi alkotás kiindulópontja a természetben van. A kubisták fölébe hajoltak a legegyszerűbb, a legértéktelenebb tárgynak, és odáig mentek el, hogy beleragasztottak a képbe egy darabka festett papírt, egy játékkártyát vagy egy gyufásdoboz tetejét. – A valóságnak ebből a magasabb művészi síkra való átviteléből keletkezett a szürrealizmus.” Voltaképpen a francia szürrealizmus német nyelvű közvetítője lett.
1921-ben vette feleségül Clara Aischmann költőnőt és újságírót, kit ezek után az irodalomtörténet Claire Goll asszonynéven jegyez. Goll és felesége a berlini Die Aktion és a Der Sturm c. folyóiratokban is publikáltak. Ivan Goll expresszionista-szürrealista szabadversei hatottak a fiatal Szabó Lőrincre is. Az 1920-as években Ivan Goll és Claire Goll Kassák Lajossal is kapcsolatba került. Claire Goll 1923-ban Kassáknak elküldte Bázelben megjelent Lirische Films című verskötetének dedikált példányát. Ivan Goll Tihanyi Lajossal Párizsban került kapcsolatba, Tihanyi lefestette a költőt, aztán ezt a képet az 1926-ban a Párizsba látogató Kassáknak ajándékozta. Tihanyi Lajos Ivan Goll-portréját ma a Petőfi Irodalmi Múzeum őrzi.
Ivan Goll pacifista volt, a népek közti barátság híve. 1939-ben New Yorkba emigrált feleségével együtt, csak 1947-ben tértek vissza Párizsba. Késői költeményeit olykor keserűség, reményvesztettség jellemzi. Ivan Goll 1950-ben halt meg, felesége 1977-ben. Claire Goll sokat tett férje hagyatékának rendezése ügyében. Mindketten egy sírban, a párizsi Père-Lachaise temetőben nyugszanak.
Ivan Goll művei mind a mai napig gyakran jelennek meg önálló kötetekben vagy nemzetközi antológiákban, művészetének ismerete nélkül az expresszionista, dadaista és szürrealista irodalomról nem lehet beszélni.

## Kötetei időrendben
- Lothringische Volkslieder (1912)
- Der Panama-kanal (1914)
- Requiem. Für die Gefallenen von Europa (1917)
- Methusalem oder Der ewige Bürger (1922)
- Melusine. Schauspiel (1922) (2. kiad. Wiesbaden, 1956)
- Poèmes d'Amour (1925) (Feleségével, Claire Goll költőnővel)
- Poèmes de Jalousie (1926) (Feleségével, Claire Goll költőnővel)
- Poèmes de la Vie et de la Mort (1927) (Feleségével, Claire Goll költőnővel)
- Die Eurokokke (Franciául: Lucifer Vieillissant) (1927)
- Le Microbe de l'Or (1927)
- Der Mitropäer (1928) (Új kiadás Berlin, Argon, 1987)
- Agnus Dei (1929)
- Sodome et Berlin (1930)
- Fruit from Saturn (1946)
- Dichtungen (1960) (Posztumusz)[11]

## Kiadványaiból
- Le Cinq Continents. (Nemzetközi költői antológia. Szerk., kiad., a verseket németből ford. Ivan Goll). Párizs, 1924